# Arifin Putra
Putra Arifin Scheunemann (nacido el 1 de mayo de 1987), conocido profesionalmente como Arifin Putra, es un actor alemán-indonesio. Su reconocimiento internacional se atribuye en gran medida a su papel en la película de acción indonesia The Raid 2: Berandal, que se estrenó en los Estados Unidos y otros mercados importantes de todo el mundo. También protagonizó la película de terror indonesia de 2009, Rumah Dara (estrenada internacionalmente como Macabre).

## Primeros años y educación
Putra Arifin Scheunemann nació el 1 de mayo de 1987 en Mainz, Alemania Occidental. Su padre alemán, Axel Scheunemann, era un jardinero convertido en paisajista, mientras que su madre indonesia, Joyce Sundar, dirigía un negocio de catering. Tiene una hermana mayor, Sari, que trabaja en una empresa de automóviles en Stuttgart. Sus padres se divorciaron en 1999, tras lo cual él y su madre se reasentaron permanentemente en Indonesia. Según los informes, todavía sigue distanciado de su padre.
Arifin recibió su educación inicial en la Escuela Internacional Alemana en Yakarta, donde participó en varias obras de teatro escolares y mostró interés temprano en la actuación, a menudo haciendo recreaciones de películas para su familia. Se graduó de la escuela en 2006 e inicialmente no tenía intención de seguir una carrera en la industria del entretenimiento. El divorcio de sus padres le pasó factura y le convirtió en un niño tímido y solitario, aunque finalmente recuperó su personalidad alegre con la ayuda y el apoyo de su hermana. Desde 2020, Arifin está realizando estudios universitarios en gestión empresarial.

## Carrera
En 2000, Arifin acompañó a su hermana al rodaje de un comercial de televisión y le ofrecieron ser extra, lo cual aceptó en esta ocasión. Al final del rodaje, Arifin se sintió motivado por el hecho de que podía ganar un poco de dinero extra mientras se divertía. Ese mismo año, fue finalista en un concurso de portada organizado por una popular revista para adolescentes de Indonesia. Arifin también estuvo en la carrera por VJ Hunt de MTV Indonesia en 2003. A pesar de no tener éxito en esa competencia en particular, una cosa llevó a la otra para Arifin, y así comenzó su carrera como actor.

### Televisión (2000 – 2007)
Después de conseguir su primer papel importante en televisión como un estudiante nerd de secundaria en la serie de televisión nacional Kisah Kasih di Sekolah en 2004, Arifin fue catapultado a la fama. Los fines de semana los dedicaba a promocionar la serie en diferentes partes del país, y pronto se convirtió en un rostro reconocible al instante. Ha descrito esta exposición inicial a la fama como “surrealista y halagadora, pero muy extraña”. Decidiendo que podía seguir esto como carrera, Arifin se inscribió en una notable escuela de actuación local, Sakti Aktor Studio, para recibir capacitación formal. Hizo malabarismos con un riguroso horario escolar, filmando y refinando sus habilidades de actuación durante un año y medio.
La primera película de Arifin fue Lost in Love (2008), una secuela de la película romántica para adolescentes Eiffel I'm in Love (2003). En Lost in Love, su personaje debía hablar en francés, inglés e indonesio, lo que le resultó natural ya que tomó lecciones de estos idiomas cuando era estudiante de secundaria. Su primer papel antagonista como Adam, un caníbal psicópata de sangre fría en Macabre (2009), supuso una desviación de los personajes que interpretó en trabajos anteriores. La actuación de Arifin en el thriller llamó la atención tanto de los cinéfilos como de los críticos de cine, y le valió varias nominaciones y premios, incluido el de Mejor Actor de Reparto de los KUFI Film Awards.
Los observadores consideran a Arifin como un individuo muy curioso. Esto se nota en su elección deliberada de papeles cinematográficos. Se siente particularmente atraído por roles que desafían su zona de confort, como se vio por primera vez en Macabre y posteriormente en The Raid 2: Berandal. En Berandal, Arifin interpreta al hijo del jefe de la mafia más famoso de Yakarta, sumido en sus ambiciones. Le ofrecieron el papel por primera vez en 2009, pero la producción de la película se retrasó hasta 2012 debido a problemas financieros. Soportó tres meses de intenso entrenamiento en preparación para el papel físicamente exigente y revisó varias películas de la mafia para obtener una comprensión profunda de su personaje en la película. Su papel le valió dos nominaciones a Mejor Actor de Reparto para los Premios Maya y los Premios de Actores de Cine de Indonesia.
Aprovechando el éxito de Berandal, Arifin se concentraó en el cine. Su próximo gran proyecto, Supernova: Ksatria, Putri dan Bintang Jatuh, se estrenó en diciembre de 2014. La adaptación cinematográfica de la novela del mismo título de Dewi 'Dee' Lestari se basa en la primera instalación de la serie Supernova. Desde entonces, Arifin ha actuado en varias películas, incluidas Negeri Van Oranje (2015), Sabtu Bersama Bapak (2016) y The Professionals (2016). También colaboró con HBO Asia en su primera serie de televisión original Halfworlds y en 2017, Arifin repitió su papel de Barata en la temporada 2. El programa se emitió en 26 países de la región de Asia Pacífico.

## Activismo
Además de su carrera en la industria cinematográfica, Arifin ha participado activamente en diversas iniciativas filantrópicas, principalmente en cuestiones medioambientales. Ha sido nombrado Guerrero de WWF por el Fondo Mundial para la Naturaleza de Indonesia y, en 2017, embajador del Proyecto de Conservación de Dugong y Seagrass (DSCP). El esfuerzo es una colaboración entre el Ministerio de Asuntos Marinos y Pesca de Indonesia, el Instituto Indonesio de Ciencias, la Universidad Agrícola de Bogor y WWF Indonesia, dirigida a la preservación y protección de los dugongos y las praderas marinas .

## Filmografía

### Películas[11]
| Año  | Título                                       | Papel  | Notas            |
| ---- | -------------------------------------------- | ------ | ---------------- |
| 2008 | Lost in Love                                 | Alex   | Debut en el cine |
| 2009 | Macabre                                      | Adam   |                  |
| 2009 | Aku Perempuan                                | Marwan | Cortometraje     |
| 2011 | Batas                                        | Arief  |                  |
| 2011 | Foxtrot 6                                    | Nidas  | Cortometraje     |
| 2011 | Hati Merdeka                                 | Sofwan |                  |
| 2011 | Badai di Ujung Negeri                        | Badai  |                  |
| 2013 | Blue Blood                                   | Asep   | Cortometraje     |
| 2014 | Yasmine                                      | Halim  | Cameo            |
| 2014 | The Raid 2: Berandal                         | Uco    |                  |
| 2014 | Supernova: Ksatria, Putri, dan Bintang Jatuh | Reuben |                  |
| 2016 | The Professionals                            | Reza   |                  |
| 2019 | Foxtrot Six                                  | Tino   |                  |
| TBA  | Angels Fallen: Warriors of Peace             | TBA    |                  |

### Television[11]
| Año  | Título                  | Papel   | Cadena   | Productora        |
| ---- | ----------------------- | ------- | -------- | ----------------- |
| 2003 | Senandung Masa Puber    | Rangga  | Trans TV | Multivision Plus  |
| 2004 | Kisah Kasih di Sekolah  | Daniel  | RCTI     | SinemArt Pictures |
| 2005 | Manusia Bodoh           | Reyhan  | RCTI     | SinemArt Pictures |
| 2005 | Khaylaan Tingkat Tinggi | Nuno    | SCTV     | SinemArt Pictures |
| 2006 | Kau Masih Kekasihku     | Kevin   | SCTV     | SinemArt Pictures |
| 2007 | Mawar                   | Doni    | RCTI     | SinemArt Pictures |
| 2009 | Setinggi Bintang        | Andhika | Astro    | Multivision Plus  |
| 2012 | Dewa                    | Yudha   | RCTI     | SinemArt Pictures |
| 2012 | Mimo Ketemu Poscha      | Damar   | RCTI     | SinemArt Pictures |
| 2012 | Asmara                  | Don     | RCTI     | SinemArt Pictures |
| 2013 | Aprilio & Julie         | Jodi    | RCTI     | SinemArt Pictures |